# Großsteingräber bei Hoheneichen
Die Großsteingräber bei Hoheneichen sind zwei megalithische Grabanlagen der jungsteinzeitlichen Trichterbecherkultur bei Hoheneichen, einem Ortsteil von Rastorf im Kreis Plön in Schleswig-Holstein. Sie tragen die Sprockhoff-Nummern 194 und 195.

## Lage
Grab 1 befindet sich etwa 500 m östlich von Hoheneichen. Grab 2 liegt 560 m nordnordöstlich von Grab 1. In der näheren Umgebung gibt es zahlreiche weitere Großsteingräber: 950 m westlich liegen die Großsteingräber bei Lilienthal, 1,1 km südsüdwestlich das Großsteingrab Wildenhorst, 1,8 km nordnordwestlich die Großsteingräber bei Dobersdorf und 2,1 km westlich die Großsteingräber bei Rastorf.

## Beschreibung

### Grab 1
Die Anlage besitzt eine annähernd nord-südlich orientierte längliche Hügelschüttung mit einer Länge von 20 m und einer Breite von 13 m. Auf dem Hügel liegen zahlreiche gesprengte Steine. Orientierung, Maße und Typ der Grabkammer sind ohne eine genauere Untersuchung nicht sicher zu bestimmen.

### Grab 2
Diese Anlage war bei Sprockhoffs Aufnahme im Jahr 1933 noch relativ gut erhalten. Sie besaß ein annähernd nord-südlich orientiertes rechteckiges Hünenbett mit einer Länge von 21,5 m und einer Breite von 7 m. Die Hügelschüttung war noch 1 m hoch. Die Umfassung war nicht mehr vollständig, es waren aber noch auf allen Seiten mehrere Steine erhalten. Nördlich der Mitte des Betts lag die Grabkammer. Es handelte sich um ein nord-südlich orientiertes Ganggrab mit einer Länge von 6,5 m und einer Breite von 1,5 m. Es waren fünf Wandsteine an der westlichen und sechs an der östlichen Langseite sowie je ein Abschlussstein an den Schmalseiten erhalten. Von den ursprünglich wohl fünf Decksteinen lag einer verschleppt nordwestlich der Kammer und zwei weitere lagen gesprengt in ihrem Inneren. An der Mitte der Ostseite lag der Zugang zur Kammer. Ihm war ein Gang mit einem Wandsteinpaar vorgelagert. Nach dem Zweiten Weltkrieg wurden sämtliche Steine der Anlage entfernt und zu Straßenschotter verarbeitet. Heute ist nur noch die Hügelschüttung erhalten, auf der aber zusätzliches Erdmaterial abgekippt wurde. Auf dem Hügel wurde zudem ein Hochsitz errichtet.